# غيل بن يمين (حضرموت)

تعديل مصدري - تعديل

غيل بن يمين هي مدينة يمنية تتبع محافظة حضرموت، بلغ تعداد سكانها 1673 نسمة حسب الإحصاء الذي أجري عام 2004.